# Winnebago County Courthouse (Iowa)
Das Winnebago County Courthouse in Forest City ist das Justiz- und Verwaltungsgebäude (Courthouse) des Winnebago County im Norden des US-amerikanischen Bundesstaates Iowa.
Mit dem Bau des Gebäudes wurde vom Winnebago County Board of Supervisors im Jahr 1894 das Architekturbüro Kinney & Orth aus Minneapolis beauftragt. Der Ziegelbau im neuromanischen Stil wurde 1896 fertiggestellt.
Im Jahr 1981 wurde das Gebäude mit der Referenznummer 81000275 in das National Register of Historic Places aufgenommen.